# Старогумерово
Старогуме́рово (рос. Старогумерово, башк. Иҫке Ғүмәр) — село у складі Кушнаренковського району Башкортостану, Росія. Адміністративний центр Старогумеровської сільської ради.
Населення — 581 особа (2010; 617 у 2002).
Національний склад:
- татари — 50 %
- башкири — 48 %

## Видатні уродженці
- Валєєв Саліх Шайбакович — Герой Радянського Союзу.